# Siculocosta
Siculocosta es un género de foraminífero bentónico de la subfamilia Costiferinae, de la familia Nubeculariidae, de la superfamilia Cornuspiroidea, del suborden Miliolina y del orden Miliolida. Su especie tipo es Costifera battagliensis. Su rango cronoestratigráfico abarca el Noriense (Triásico superior).

## Discusión
Clasificaciones más recientes incluyen Siculocosta en la superfamilia Nubecularioidea.

## Clasificación
Siculocosta incluye a las siguientes especies:
- Siculocosta battagliensis †
- Siculocosta floriformis †